# Campionati del mondo di atletica leggera 2011 - Marcia 50 km
La marcia 50 km maschile ai campionati del mondo di atletica leggera 2011 si è tenuta il 3 settembre con partenza alle 8:00.

## Classifica finale
| Pos | Nome                     | Nazione       | Tempo   | Note  |
| --- | ------------------------ | ------------- | ------- | ----- |
| 1   | Denis Nizhegorodov       | Russia        | 3:42:45 | SB    |
| 2   | Jared Tallent            | Australia     | 3:43:36 | SB    |
| 3   | Si Tianfeng              | Cina          | 3:44:40 |       |
| 4   | Luke Adams               | Australia     | 3:45:41 | SB    |
| 5   | Koichiro Morioka         | Giappone      | 3:46:21 |       |
| 6   | Park Chil-sung           | Corea del Sud | 3:47:13 | NR    |
| 7   | Xu Faguang               | Cina          | 3:47:19 |       |
| 8   | Takayuki Tanii           | Giappone      | 3:48:03 | SB    |
| 9   | Hirooki Arai             | Giappone      | 3:48:40 | PB    |
| 10  | Andrés Chocho            | Ecuador       | 3:49:32 | AR    |
| 11  | Marco De Luca            | Italia        | 3:49:40 | SB    |
| 12  | Rafał Sikora             | Polonia       | 3:50:24 |       |
| 13  | Kim Dong-Young           | Corea del Sud | 3:51:12 | PB    |
| 14  | Jarkko Kinnunen          | Finlandia     | 3:52:32 | SB    |
| 15  | Jean-Jacques Nkouloukidi | Italia        | 3:52:35 | PB    |
| 16  | Trond Nymark             | Norvegia      | 3:54:26 | SB    |
| 17  | Édgar Hernández          | Messico       | 3:54:46 | SB    |
| 18  | José Leyver              | Messico       | 3:55:37 |       |
| 19  | Oleksiy Kazanin          | Ucraina       | 3:56:18 | SB    |
| 20  | Omar Zepeda              | Messico       | 3:56:41 |       |
| 21  | Andreas Gustafsson       | Svezia        | 4:00:05 | SB    |
| 22  | Bertrand Moulinet        | Francia       | 4:07:58 |       |
| 23  | Quentin Rew              | Nuova Zelanda | 4:08:46 |       |
| 24  | Li Jianbo                | Cina          | 4:10:26 |       |
|     | Jesús Ángel García       | Spagna        | DSQ     |       |
|     | Mikel Odriozola          | Spagna        | DSQ     |       |
|     | Antti Kempas             | Finlandia     | DSQ     |       |
|     | Yohann Diniz             | Francia       | DSQ     |       |
|     | Cedric Houssaye          | Francia       | DSQ     |       |
|     | Colin Griffin            | Irlanda       | DSQ     |       |
|     | Yim Jung-hyun            | Corea del Sud | DSQ     |       |
|     | Tadas Šuškevičius        | Lituania      | DSQ     |       |
|     | Rafał Fedaczyński        | Polonia       | DSQ     |       |
|     | Igor Erokhin             | Russia        | DSQ     |       |
|     | Nenad Filipović          | Serbia        | DSQ     |       |
|     | Miloš Bátovský           | Slovacchia    | DSQ     |       |
|     | Nathan Deakes            | Australia     | DNF     |       |
|     | José Ignacio Díaz        | Spagna        | DNF     |       |
|     | Igors Kazakēvičs         | Lettonia      | DNF     |       |
|     | Grzegorz Sudoł           | Polonia       | DNF     |       |
|     | Sergey Kirdyapkin        | Russia        | DNF     |       |
|     | Matej Tóth               | Slovacchia    | DNF     |       |
|     | Christopher Linke        | Germania      | DNS     |       |
|     | Robert Heffernan         | Irlanda       | DNS     |       |
| DSQ | Sergey Bakulin           | Russia        | 3:41:24 | [ 1 ] |